# ويليام أندرسون (سياسي أسترالي)
ويليام أندرسون (بالإنجليزية: William Anderson)‏ هو سياسي أسترالي، ولد في 1904، وتوفي في 22 سبتمبر 1990. حزبياً، نشط في حزب العمال الأسترالي. وقد انتخب عضو مجلس نواب تسمانيا (1964 – 1972).